# Meritxell Batet Lamaña
Meritxell Batet Lamaña (Barcelona, 19 maart 1973) is een Spaans politica van de socialistische partij PSC. Tijdens de dertiende en veertiende legislatuurperiode (2019-2023) was zij de voorzitter van het congres. Daarvoor was zij aan het eind van de twaalfde legislatuur, tussen juni 2018 en mei 2019, Minister van Territoriale Zaken en Overheidsdiensten, in de regering-Sánchez I, en daarvoor nog zat zij al sinds 2004 in het congres. Batet maakt deel uit van de kring van vertrouwelingen van Pedro Sánchez. Ze studeerde aan de Universiteit Pompeu Fabra in Barcelona.
- Biblioteca Nacional de España: XX5218078
- Catàleg d'autoritats de noms i títols de Catalunya: 981058612764806706
- Nederlandse Thesaurus van Auteursnamen: 322152585
- Système universitaire de documentation: 250943018
- Virtual International Authority File: 289492042
- WorldCat: E39PBJjmTb9DkjqDFvyD6QdRKd